# 王遵 (嘉靖進士)
王遵（1508年—？），字子法，號两洲，四川順慶府南充縣人，民籍，明朝政治人物。

## 生平
九月二十二日生，行一。由國子生中式四川鄉試第三十五名舉人。嘉靖十四年（1535年）中式乙未科會試第一百八十三名，登第三甲第二十八名進士。累任云南楚雄府知府、福建布政司参议、山西右参政，四十一年二月升江西按察使，进江西右布政使，四十三年（1564年）五月升福建左布政使，四十五年三月调任廣東左布政使，隆慶五年（1571年）正月考察以不謹閑住。

## 家族
曾祖王昺，曾任壽官；祖父王商；父王希德，曾任訓導。母任氏。具慶下，妻韓氏，兄選；遷；達；瑤；誥；廷（監察御史），弟追；郁（貢士）；遴；謙；述。